# Mary F. Thomas
Mary Frame Myers Thomas (* 28. Oktober 1816 in Montgomery County, Maryland; † 19. August 1888 in Richmond, Indiana) war eine amerikanische Ärztin und Suffragette (Frauenrechtlerin). Sie war die erste Frau, die 1858 der Generalversammlung von Indiana eine Petition vorlegte.

## Leben und Werk
Thomas war die Tochter von Samuel und Mary Meyers, die beide Quäker und Abolitionisten waren. Ihre Familie zog nach Washington, D.C., wo ihr Vater sie in den Kongress mitnahm, um Debatten zu verfolgen. Ihr Vater ärgerte sich über die Existenz von Sklaverei in der Hauptstadt des Landes, was die Familie 1833 dazu veranlasste, auf eine Farm in Columbiana County, Ohio, in der Nähe der Quäkerkolonie von New Lisbon umzuziehen. 1839 heiratete Thomas den Quäker Owen Thomas, mit dem sie drei Töchter bekam.
Sie zog mit ihrem Mann nach Wabash County (Indiana) und besuchte mit ihm Vorlesungen über Medizin. Sie studierte 1851 und 1852 an der Penn Medical University und nahm von 1852 bis 1853 an zusätzlichen Kursen am Western Reserve Medical College in Cleveland, Ohio, teil. 1854 kehrte sie an das Penn's Medical College zurück und war eine der ersten Frauen, die einen medizinischen Abschluss im Land erwarb. Nach Abschluss ihrer medizinischen Ausbildung kehrte sie nach Indiana zurück, um in Fort Wayne Medizin zu praktizieren. Aufgrund ihres Geschlechts wurde ihr zweimal die Aufnahme in die Allen County Medical Society verweigert. 1856 zogen sie und ihre Familie nach Richmond, Indiana, wo sie dann 1875 in die Wayne County Medical Society aufgenommen wurde und später Offizierin dieser Gesellschaft war. 1876 war sie das erste weibliche Mitglied der Indiana State Medical Society und 1877 war sie die erste Frau, die die staatliche Organisation als Delegierte der American Medical Association (AMA) vertrat. Sie war das zweite weibliche Mitglied der AMA. Zwischen 1880 und 1887 wurden mehrere ihrer Aufsätze zu medizinischen Themen in der Zeitschrift der State Medical Society veröffentlicht.

## Frauenrechtlerin
Als Thomas 1845 an einem jährlichen Treffen der Quäker in Salem (Ohio) teilnahm, hörte sie die Rede von Lucretia Mott über die Rechte der Frau. Danach wurde Thomas in der Suffragettenbewegung aktiv und trat 1852 der Woman's Rights Association of Indiana bei, die 1869 in Indiana Woman's Suffrage Association umbenannt wurde. Thomas und ihr Ehemann gehörten zu den zweiunddreißig Unterzeichnern der Verfassung des Vereins vom 13. Oktober 1852. 
Während der vierten Jahrestagung der Indiana Woman's Rights Association 1855 wurde Thomas für das folgende Jahr zu einer der Vizepräsidentinnen der Organisation gewählt. 1857 leitete Thomas die Versammlung des Vereins als Präsidentin. 
Ab März 1857 wurde Thomas Mitherausgeberin einer nationalen Frauenzeitschrift The Liliy. 1858 und 1859 war sie Mitherausgeberin der Zeitschrift Mayflower und schrieb Artikel für das Woman's Journal und andere Zeitschriften.
1859 hielt sie eine Rede vor dem Senat von Indiana, in der sie auf Eigentumsrechte für Frauen drängte, und legte als erste Frau dem Landtag eine Petition vor. Die Petition der Indiana Women's Rights Association, die mehr als tausend Unterschriften enthielt, forderte die Verabschiedung von Gesetzen zur Gewährung von Eigentumsrechten für verheiratete Frauen und eine Änderung des Frauenwahlrechts in der Verfassung von Indiana. Trotz ihrer Bemühungen wurde die von ihr vorgeschlagene Gesetzgebung nicht erlassen. Nach dem Bürgerkrieg arbeitete sie erneut für das Wahlrecht. Das Wahlrechtsgesetz des Washington Territory wurde im Januar 1888 verabschiedet und dann im August 1888 für nichtig erklärt. Frauen aus Washington konnten erst 1910 wieder wählen, als ihnen dieses Recht dauerhaft verliehen wurde.

## Dienst während des amerikanischen Bürgerkriegs
Im amerikanischen Bürgerkrieg organisierten Frauen Veranstaltungen, um Spenden für die Familien der Soldaten zu sammeln, führten Familienunternehmen und Farmen oder meldeten sich freiwillig als Krankenschwestern für die Versorgung verwundeter Soldaten. Im März 1862 gründete der Gouverneur von Indiana, Oliver Hazard Perry Throck Morton, die Indiana Sanitary Commission, um Spenden zu sammeln und Vorräte für Truppen vor Ort zu sammeln. Thomas arbeitete zunächst ein Jahr in Richmond und ab Januar 1863 arbeitete sie als Krankenschwester. Im Sommer 1863, kurz nach der Schlacht um Vicksburg, versorgte Thomas die Indiana-Soldaten in Vicksburg (Mississippi). Sie  arbeitete auch in den Krankenhäusern in Washington, D.C. und Natchez (Mississippi). 1864 diente sie in Nashville acht Monate lang in einem Krankenhaus für Kriegsflüchtlinge und befreite Sklaven als Assistenzärztin ihres Ehemannes, der dort als Chirurg tätig war. Zwei ihrer Töchter arbeiteten als Lehrerinnen für die Flüchtlinge. Nach dem Bürgerkrieg kehrte sie mit ihrem Mann nach Richmond zurück.
Sie starb 1888 im Alter von 72 Jahren in Richmond.
Ihre Schwestern, Jane Myers und Hannah Longshore, waren ebenfalls Ärztinnen, die beide ihren Abschluss an der Pennsylvania Medical University gemacht hatten. Ihre Nichte Lucretia Longshore Blankenburg war Suffragistin und Präsidentin der Pennsylvania Woman Suffrage Association.